# Саут Џордан (Јута)
Саут Џордан (енгл. South Jordan) град је у америчкој савезној држави Јута.

## Демографија
По попису из 2010. године број становника је 50.418, што је 20.981 (71,3%) становника више него 2000. године.
| Група             | 2000.          | 2010.          |
| Белци             | 27.606 (93,8%) | 44.387 (88,0%) |
| Афроамериканци    | 88 (0,3%)      | 340 (0,7%)     |
| Азијати           | 298 (1,0%)     | 1.309 (2,6%)   |
| Хиспаноамериканци | 962 (3,3%)     | 3.008 (6,0%)   |
| Укупно            | 29.437         | 50.418         |